# Gare d'Uozaki
Pour les articles homonymes, voir Gare de Mikage.
La gare d'Uozaki (魚崎駅, Uozaki-eki) est une gare ferroviaire de la ville de Kobe, dans la préfecture de Hyōgo au Japon. Elle est gérée par les compagnies Hanshin et Kobe New Transit.

## Situation ferroviaire
La gare d'Uozaki est située au point kilométrique (PK) 23,8 de la ligne principale Hanshin et au PK 1,2 de la ligne Rokkō Island (Rokkō Liner).

## Histoire
La gare Hanshin a ouvert le 12 avril 1905. La station du Rokkō Liner a ouvert le 21 février 1990.

## Service des voyageurs

### Accueil

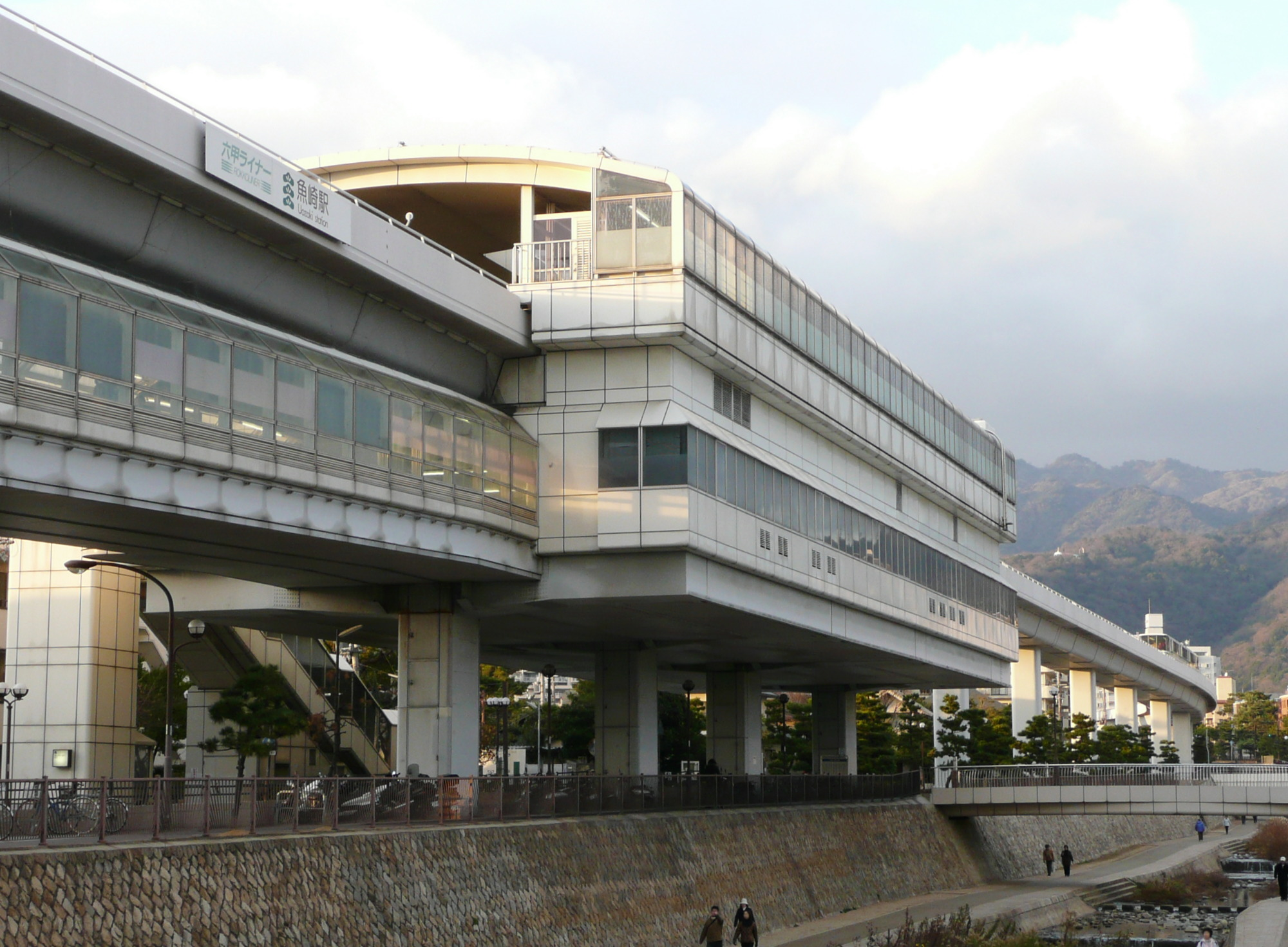
Station du Rokkō Liner.

La gare Hanshin dispose d'un bâtiment voyageurs, avec guichet, ouvert tous les jours. Elle est reliée par une passerelle à la station aérienne du Rokkō Liner.

### Desserte

#### Hanshin
- Ligne principale Hanshin :
  - voie 1 : direction Amagasaki, Osaka-Umeda, Osaka-Namba et Nara
  - voie 2 : direction Kobe-Sannomiya, Akashi et Himeji

#### Kobe New Transit
- Ligne Rokkō Island :
  - voie 1 : direction Marine Park
  - voie 2 : direction Sumiyoshi